# Dome La Muerte and the Diggers
Dome La Muerte & The Diggers sono un gruppo musicale garage punk italiano nato nel 2007 e proveniente dalla Toscana.

## Storia del gruppo

### 2006-2008: La nascita di Dome La Muerte & The Diggers. Il primo album
Se tra gli anni '90 ed i primi 2000 il chitarrista Dome La Muerte (ex-Not Moving) si era dedicato da una parte a progetti di musica elettronica e dall'altra a progetti dall'attitudine più hard rock, è che la seconda metà degli '00 che rinasce l'interesse verso il suono rock and roll e garage rock delle sue origini. Si formarono così nel 2006 i Dome La Muerte & The Diggers, che vedevano Matteo "Basetta" Gioli alla chitarra ritmica, il batterista Emiliano Giuliani (ex-Liars) e la bassista Lady Casanova aka Lady Casanova (ex Not Right). La band pubblicò così il suo primo 7" su Area Pirata, intitolato Sorry, I'm A Digger nel 2007, per poi firmare per l'etichetta italiana specializzata in sonorità hard-sixties Go Down Records, confezionando nel 2007 il loro primo omonimo album, che riproponeva un suono rock and roll/blues dalle venature oscureggianti e con testi incentrati su tematiche di ribellione, palesando le proprie origini anche nella scelta di cover quali Fire Of Love dei Gun Club, Heart Full of Soul degli Yardbirds e Cold Turkey di John Lennon, nonché ospitando uno dei guru del garage rock revival anni '80 come Rudi Protrudi dei Fuzztones. L'album fu ottimamente recensito dalla critica dell'epoca, tanto che la rivista Rock Sound inserì il brano Sorry, I'm A Digger nella compilazione allegata assieme a gruppi come Linea 77, NOFX, The Birthday Massacre, Hermano e Klasse Kriminale.

### 2009-2013: daDiggersonzaSupersadobabi
Nel 2010, dopo un cambio di formazione che vedeva l'ingresso di Bonnie Von Vodka al basso al posto di Lady Casanova, uscì lo split 7" con  The Headbangers intitolato Bored 'n' Lazy / Hate Song (NKTN Rehorz, Area Pirata) a cui seguì il secondo album dei Dome La Muerte & The Diggers intitolato Diggersonz (Go Down Records / Area Pirata), interamente registrato in analogico da Jorge “Dr. Explosion” Muñoz-Cobo Gonzalez all'Estudios Circo Perrotti di Gijón in Spagna, famoso per le produzioni rock'n'roll di band come The Chesterfield Kings e The Cynics. In Diggersonz la band inserisce anche sonorità western / rockabilly all'interno di strutture garage rock, "riff grezzi e sporchi ritornelli sixties"
Pur rimanendo saldamente ancorato al "rock animalesco con influenze psych", le sonorità western a cui Dome La Muerte si era appassionato ormai da qualche anno escono ancor più marcate nel successivo Supersadobabi (Go Down Records, 2013) che ora vedeva una band completamente rinnovata, con Giampiero Palazzino alla batteria, Iride Volpi alla chitarra e Marco Serani al basso. Il titolo dell'album era dedicato alla barista soprannominata Babi incontrata dalla band in un bar nelle vicinanze dello studio di registrazione della Go Down Records a Savignano sul Rubicone. All'album seguì il singolo su 7" If You Fight (Surfin' Ki Records / Go Down Records, 2013).
La band entrò in pausa dopo il tour che seguì il disco, anche a causa dell'interesse di Dome La Muerte per nuovi progetti musicali. Se nel 2011 aveva infatti realizzato il suo primo album solista intitolato Poems for Renegades (Japanapart Records), negli anni successivi collaborò con Gli Avvoltoi, e portò avanti i progetti Ashvin, Dome La Muerte E.X.P. e Not Moving L.T.D.
Nel 2020 la Go Down Records fa uscire la compilazione Go Down Records 2003 | 2020, in cui Dome La Muerte And The Diggers sono presenti con il brano Woman in Trouble al fianco di altre band garage punk di culto come Link Protrudi and the Jaymen, The Morlocks, Small Jackets ed OJM.

## Formazione

### Ultima formazione
- Dome La Muerte
- Giampiero Palazzino
- Iride Volpi
- Marco Serani

### Membri passati
- Bonnie Von Vodka
- Emiliano Giuliani
- Lady Casanova
- Matteo Gioli

## Discografia

### Album
- 2007 - Dome La Muerte and the Diggers (CD, Go Down Records)
- 2010 - Diggersonz (LP, Go Down Records/Area Pirata)
- 2013 - Supersadobabi (LP, Go Down Records)

### Singoli ed EP
- 2007 - Sorry, I'm a Digger (7", Area Pirata)
- 2010 - Bored 'n' Lazy (7", Area Pirata)
- 2013 - If You Fight (7", Surfin' Ki Records/Go Down Records)

### Compilazioni
- 2008 - Rock Sound 116 (CD, Rock Sound)
- 2020 - Go Down Records 2003 | 2020 (CD, Go Down Records)